# Namíbia a 2012. évi nyári olimpiai játékokon
Namíbia a nagy-britanniai Londonban megrendezett 2012. évi nyári olimpiai játékok egyik részt vevő nemzete volt. Az országot az olimpián 5 sportágban 9 sportoló képviselte, akik érmet nem szereztek.

## Atlétika
Női
| Versenyző           | Versenyszám | Előfutam | Előfutam | Előfutam | Elődöntő | Elődöntő | Elődöntő | Döntő   | Döntő    |
| Versenyző           | Versenyszám | Idő      | Hely.    | Össz.    | Idő      | Hely.    | Össz.    | Idő     | Helyezés |
| ------------------- | ----------- | -------- | -------- | -------- | -------- | -------- | -------- | ------- | -------- |
| Tjipekapora Herunga | 400 m       | 52,31    | 3.       | 24.      | 52,53    | 6.       | 20.      | kiesett | kiesett  |
| Helalia Johannes    | Maraton     |          |          |          |          |          |          | 2:26:09 | 12.      |
| Beata Naigambo      | Maraton     |          |          |          |          |          |          | 2:31:16 | 38.      |

## Birkózás

### Férfi
Szabadfogású
| Versenyző         | Versenyszám | Selejtező         | Nyolcaddöntő                           | Negyeddöntő       | Elődöntő          | Vigaszág első kör | Vigaszág elődöntő             | Bronz- mérkőzés   | Döntő             | Helyezés |
| Versenyző         | Versenyszám | Ellenfél Eredmény | Ellenfél Eredmény                      | Ellenfél Eredmény | Ellenfél Eredmény | Ellenfél Eredmény | Ellenfél Eredmény             | Ellenfél Eredmény | Ellenfél Eredmény | Helyezés |
| ----------------- | ----------- | ----------------- | -------------------------------------- | ----------------- | ----------------- | ----------------- | ----------------------------- | ----------------- | ----------------- | -------- |
| Naatele Shilimela | 55 kg       | erőnyerő          | Dzsamal Otarszultanov (RUS) · 0–3, 0–7 |                   |                   |                   | Jang Kjongil (PRK) · 2–7, 0–6 | kiesett           |                   | 15.      |

## Kerékpározás

### Hegyi-kerékpározás
| Versenyző             | Versenyszám        | Idő             | Helyezés |
| --------------------- | ------------------ | --------------- | -------- |
| Marc Bassingthwaighte | Férfi terepverseny | 1:37:17 (+8:10) | 30.      |

### Országúti kerékpározás
Férfi
| Versenyző  | Versenyszám   | Idő           | Helyezés      |
| ---------- | ------------- | ------------- | ------------- |
| Dan Craven | Mezőnyverseny | nem ért célba | nem ért célba |

## Ökölvívás
Férfi
| Versenyző        | Versenyszám | Selejtező                        | Nyolcaddöntő               | Negyeddöntő       | Elődöntő          | Döntő             | Helyezés |
| Versenyző        | Versenyszám | Ellenfél Eredmény                | Ellenfél Eredmény          | Ellenfél Eredmény | Ellenfél Eredmény | Ellenfél Eredmény | Helyezés |
| ---------------- | ----------- | -------------------------------- | -------------------------- | ----------------- | ----------------- | ----------------- | -------- |
| Jonas Matheus    | Harmatsúly  | Vittorio Parrinello (ITA) · 7–18 | kiesett                    | kiesett           | kiesett           | kiesett           | 17.      |
| Mujandjae Kasuto | Középsúly   | Szobirdzson Nazarov (TJK) · 11–8 | Harcsa Zoltán (HUN) · 7–16 | kiesett           | kiesett           | kiesett           | 9.       |

## Sportlövészet
Női
| Versenyző   | Versenyszám | Selejtező | Selejtező | Döntő   | Döntő    |
| Versenyző   | Versenyszám | Pont      | Helyezés  | Pont    | Helyezés |
| ----------- | ----------- | --------- | --------- | ------- | -------- |
| Gaby Ahrens | Trap        | 59        | 22.       | kiesett | kiesett  |